# Der Sonne nach
Der Sonne nach, auch Der Sonne entgegen (Originaltitel: Человек идёт за солнцем, Tschelowek idjot sa solnzem), ist ein sowjetischer Spielfilm unter der Regie von Michail Kalik aus dem Jahr 1962.

## Handlung
Während mehrere Kinder durch bunte Glasscherben die Sonne betrachten, erzählt ein Junge der bereits in die Schule geht, dass er von seinem Lehrer weiß, dass man nur der Sonne folgen muss, um somit die Erde zu umrunden. Man kommt dann wieder an der gleiche Stelle an, was der sechsjährige Sandu gleich ausprobieren will.
Auf seinem Weg trifft Sandu sehr viele interessante Menschen, von denen der erste ein Losverkäufer ist, der viel Glück für 30 Kopeken zu verkaufen hat. Nach einem Wissenschaftler, der an einem Teleskop arbeitet, trifft er einen Jugendlichen, der mit einer Lupe seinen und den Namen seiner Freundin in eine Holzbank brennt. Die nächste Bekanntschaft ist ein junger Mann, der vor einer Geburtsklinik sitzt und unbedingt wissen will, ob er schon Vater geworden ist. Da er selbst nicht eingelassen wird, schickt er Sandu, der behaupten soll, dass er mit Familiennamen Urugianu heißt und sich nach seiner Mutter erkundigen möchte. So erfährt der junge Mann, dass er Vater eines Jungen geworden ist und Sandu hat sich so ein Eis verdient. Nun läuft er einer jungen Frau hinterher, die drei Luftballons mit sich trägt. Doch nicht nur Sandu interessiert sich für die Frau, sondern auch ein Mann in ihrem Alter, der ihr nun auch noch hinterherläuft. Doch genau in dem Moment, in dem der sie ansprechen will, steigt sie auf einen Motorroller, küsst den Fahrer und die beiden fahren davon.
Auf einem Wochenmarkt trifft er auf einen gleichaltrigen Jungen, der mit seinem Vater Wassermelonen zum Verkauf liefert. Während der Vater noch eine Waage besorgt, essen die Jungs eine Melone und besuchen eine Vorstellung, in der ein Artist mit seinem Motorrad an einer Steilwand nach oben fährt. Doch dann muss Sandu weiter hinter der Sonne her. Dabei beachtet er nicht, dass er vor einen großen Lastkraftwagen läuft, dessen Fahrer deshalb bremsen muss. Als dieser mit Sandu deshalb schimpft, erklärt der, dass er nur auf diesem Weg der Sonne folgen kann und er schon sehr knapp in der Zeit ist. Da der Fahrer den gleichen Weg hat, nimmt er ihn ein Stück mit. Plötzlich bremst der Fahrer erneut, doch diesmal, weil er seine Schwester mit ihrem Freund gesehen hat, was seinen Widerspruch erregt. Er nimmt sie unter den Arm, packt sie in den LKW und fährt mit ihr davon. Sandu bleibt zurück und muss wieder allein weitergehen.
Sein Weg führt ihn jetzt zu einer Baustelle, auf der er mit den dortigen Bauarbeitern die Pause verbringt. Als Nächstes versucht ein Polizist ihn von seinem Weg um die Erde aufzuhalten und will ihn mit langen Vorträgen nach Hause bringen. Zum Glück trifft der seine Freundin, eine Gärtnerin, mit der er einige Probleme zu klären hat. Plötzlich taucht auch noch der Vorgesetzte der Gärtnerin auf und bricht eine Sonnenblume ab, da diese in einem Park nichts zu suchen hat. Die Strafe dafür bekommt der umgehend von Sandu, der ihn mit einem Wasserschlauch völlig durchnässt. Auf der nun folgenden Flucht tritt er sich einen Nagel in seinen Schuh, den er mit einem Stein krummzuschlagen versucht, was ihm aber nicht gelingt. Zufällig trifft er auf einen Schuhputzer, der sich mit einem Friseur um das zuletzt gesehene Fußballspiel streitet. Das tun beide aber nur, da sie Spaß am Streiten haben, wobei sich dann noch ein vorbeikommender Angler einmischt. In der Zwischenzeit entfernt der Schuhputzer den Nagel aus Sandus Schuh und der sieht in seinem Helfer zum ersten Mal einen Menschen, der beide Beine im Krieg verloren hat.
Als er sich weiter auf den Weg machen will, ist die Sonne hinter einer dichten Wolkendecke verschwunden, was ihn sehr traurig stimmt. Noch nachdenklicher wird er, als eine Trauergesellschaft der Taxigesellschaft, mit Sarg und Kränzen, die Straße entlang kommt. Seine Fragen will aber keiner der Trauernden beantworten und nur durch Zufall erfährt er, dass hier ein Mensch zu Grabe getragen wird. Doch dann kommt plötzlich die Sonne wieder zum Vorschein und er kann sich wieder auf den Weg begeben, der ihn in das leere, große Stadion der Fußballmannschaft von Chișinău führt. Aus den Lautsprechern ertönt plötzlich Musik und drei Mädchen tanzen mitten auf dem Rasen mit einem großen Ball, der zurückbleibt, als die Mädchen mit einem Hubschrauber abgeholt werden. Nun hat Sandu ein neues Spielgerät, womit er sich beschäftigt, bis er merkt, dass die Sonne langsam verschwindet und ihr hinterher rennt, bis sie am Horizont untergeht.
Nun läuft er durch die Nacht und betrachtet den Mond, bis er an einem Denkmal einschläft. Im Traum erscheinen ihm noch einmal alle Erlebnisse des vergangenen Tages. So findet ihn am nächsten Morgen ein Militärmusiker, der ihn nach Hause bringt, als die Sonne wieder aufgeht.

## Produktion und Veröffentlichung
Der Farbfilm hatte im Februar 1962 in Kischinjow, der Hauptstadt der Moldauischen Sozialistischen Sowjetrepublik seine Uraufführung. Die Premiere für die übrige Sowjetunion erfolgte am 9. Juli 1962 in Moskau. In der UdSSR hatte der Film etwa 9 Millionen Besucher.
In der DDR hatte der Film am 22. Januar 1965 unter dem Titel Der Sonne entgegen seine Premiere.

## Kritik
Tamara Tarassowa berichtet im  Neuen Deutschland über die Premiere in Moskau:

„Man kann darüber streiten, welche von den kleinen Novellen, aus denen der Film besteht, besser und welche schwächer ist. Man kann aber nicht bestreiten, daß die moderne Welt in diesem Film auf eine neue Art gezeigt wird, durch das Prisma der Poesie. Der Regisseur zeigt uns aber nicht nur einfach die Welt, er erschließt sie uns gleichsam durch den jungen Helden aufs neue, und die Frische der Entdeckung ist es vor allem, worin der Reiz dieses anziehenden Films liegt.“

Das Lexikon des internationalen Films schreibt, dass es sich hier um einen Film mit poetischen Ansätzen handelt, der jedoch kein Kinderfilm mit der Kraft echter Verzauberung ist.